# New World Trade Tower
La New World Trade Tower est un gratte-ciel de 212 mètres construit en 2003 à Wuhan en Chine. 